# Wai (ort)
Wai är en ort i Indien.   Den ligger i distriktet Satara Division och delstaten Maharashtra, i den sydvästra delen av landet, 1 200 km söder om huvudstaden New Delhi. Wai ligger 710 meter över havet och antalet invånare är 32 957.
Terrängen runt Wai är kuperad åt nordväst, men åt sydost är den platt. Runt Wai är det tätbefolkat, med 266 invånare per kvadratkilometer. Wai är det största samhället i trakten. Omgivningarna runt Wai är en mosaik av jordbruksmark och naturlig växtlighet.